# ㅞ
ㅞ는 한글의 모음 중 하나로 ㅜ와 ㅓ와 ㅣ가 결합되어 만들어진 모음이다.
발음은 [ we ]로 소리난다. 20세기 후반까지만 하여도 대개의 사람들이 ㅙ[ wε ], ㅚ[ ø ], ㅞ를 구별하여 발음하였으나, 현대에는 구별할 줄 아는 사람들이 매우 줄어 거의 다 ㅞ로 발음한다.
| 자명 | 웨, 우에                     |
| 발음 | 어두 : [ we ], 어중 : [ ʷe ] |

## 코드값
| 종류                  | 글자 | 유니코드 | HTML     |
| --------------------- | ---- | -------- | -------- |
| 한글 호환 자모 영역   | ㅞ   | U+315E   | &#12638; |
| 한글 자모 영역        | ᅟᅰ   | U+1170   | &#4464;  |
| 한양 사용자 정의 영역 |   | U+F836   | &#63542; |
| 반각                  | ￕ    | U+FFD5   | &#65493; |